# Barclayaceae
Famille
Classification APG II (2003)
Classification APG III (2009)
Les Barclayaceae (ou Barclayacées en français) sont une famille de plantes à fleurs de l'ordre des Nymphaeales. Ce sont des angiospermes primitives. Selon Watson & Dallwitz, elle comprend quatre espèces réparties en un seul genre : Barclaya.
Ce sont des plantes aquatiques.

## Étymologie
Le nom vient du genre Barclaya, donné par le botaniste Nathaniel Wallich en hommage à son ami et bienfaiteur Robert Barclay (1751-1830),, homme d'affaires et naturaliste anglo-américain, dit « esquire de Bury Hill »,.

## Classification
En classification phylogénétique APG II (2003) et en classification phylogénétique APG III (2009), cette famille est invalide et ses genres sont incorporés dans la famille Nymphaeaceae.